# Loudness
Loudness (с англ. — «Громкость») — японская хэви-метал-группа. Основана в 1981 году в городе Осака. Дискография группы на начало 2018 года насчитывает 28 студийных альбомов. Единственным неизменным участником коллектива с 1981 года является гитарист, композитор и один из основателей группы Акира Такасаки.

## История
Группа была образована в 1981 году, в японском городе Осака. Основали группу гитарист Акира Такасаки, басист Хироюки Танака и барабанщик Мунэтака Хигути. В том же 1981 году, в августе группа приступила к записи своего дебютного альбома, а в ноябре выпустила его под названием The Birthday Eve.
В 1984-м был издан 4-й студийный альбом Disillusion, который приносит коллективу известность и за пределами родины. В 2005 году данный альбом был внесен журналом Rock Hard в книгу The 500 Greatest Rock & Metal Albums of All Time и удостоился в рейтинге 290-го места.
В мае 1984 года, коллектив подписывает контракт с крупной звукозаписывающей фирмой Atlantic Records.
После выпуска Disillusion, в 1985 году группу ждал успех в США: альбом Thunder in the East стал первым альбомом группы, попавшим в Billboard 200, где продержался 23 недели. Продюсером этого альбома выступил британский продюсер Макс Норман. Также, в качестве синглов были выпущены две песни — «Crazy Nights» и «Like Hell».
После этого, в августе 1985 года группа отправляется в совместный тур по США вместе с Mötley Crüe.
Шестой альбом Shadows of War, в США выпускался как Lightning Strikes, снова попал в Billboard 200, проведя в чартах 15 недель. Продюсировал этот альбом также Макс Норман.
Также, в 1986-м, группа открывала концерт британской группы Saxon в их европейском турне.
В августе 1987 года был издан альбом Hurricane Eyes, ставший 7-м в дискографии коллектива. Благодаря популярности композиций «Rock 'N Roll Gypsy» и «Rock This Way», альбом попал на 194 место в чартах США, однако успеха Thunder in the East он, равно как и вышедший годом ранее Shadows of War (Lightning Strikes) не повторил. Также, как и альбом Disillusion, Hurricane Eyes был выпущен в 2 версиях — американской и японской.
1989 год ознаменовался сменой вокалиста — Минору ушел, на его место был принят американский вокалист Майк Вескера, с которыми и были записаны последующие 2 альбома — Soldier of Fortune в 1989 году и On the Prowl в 1991 и 4 сингла. Оба этих альбома были выполнены в нетрадиционном, «американском» стиле. Энди Хиндс (Andy Hinds) из Allmusic, в своей рецензии дал альбому 4 звезды из 5, назвав Soldier of Fortune "гораздо более мощным и целенаправленным, чем его предшественник ". Однако, уже следующий альбом On the Prowl был встречен критиками негативно — как и американским Allmusic, давший альбому всего 2 балла из 5, так и немецким Rock Hard, оценивший в 5 из 10.
После данных двух альбомов, Майк Вескера принимает решение покинуть группу, а вскоре уходит и бас-гитарист Масаёси Ямасита.
В период с 1992 и по 1999 год, место вокалиста в группе занимал Масаки Ямада, с которым было записано 5 студийных альбомов. Кроме того, сменился и бас-гитарист — на место Масаёси, был принят Тайдзи Савада, бывший участник группы X Japan. Однако и в Loudness Тайдзи пробыл лишь 1 год, записав с коллективом 1 студийный и 1 концертный альбом. Преемником Тайдзи стал Наото Сибата, басист и продюсер другой известной японской группы Anthem.
Год спустя после On the Prowl, в 1992 году, с новым вокалистом и басистом был записан 10-й по счёту одноименный названию группы альбом, получивший диаметрально противоположные оценки слушателей — Allmusic оценил работу всего в 2 звезды из 5, в то время как Rock Hard дал альбому 8 из 10. Данная пластинка стала первой в истории коллектива, которую продюсировал один из участников группы — Акира Такасаки.
1994 год ознаменовался выходом 1-го за 8 лет (с 1986 г.) концертного альбома Once and for All в апреле и содержащего кроме всего прочего кавер-версию песни House of 1,000 Pleasures авторства группы Ezo, соотечественников Loudness и оцененный положительно. Также, коллектив успел записать и выпустить следующий, 11-й по счёту студийник Heavy Metal Hippies в декабре и снова получивший противоречивые оценки — Allmusic (1.5 из 5), а metal-archives.com — 85 %. Rock Hard обошел внимание данный альбом. В мае 1999 стартовал масштабный европейский тур «RISING DRAGON EURO TOUR ‘99», в рамках которого, коллектив посетил с концертами Британию, Нидерланды, Бельгию и Германию.
В 2000 году в группу вернулся вокалист Минору Ниахара.
В сентябре 2001 года состоялся канадский тур вместе с группой Annihilator.
22 июля 2005 года, группа впервые выступила на немецком рок-фестивале Earthshaker Fest 2005, проходивший в Гайзельвинде с 21 по 23 июля, перед более чем 30 000 аудиторией.
30 ноября 2008 года, в 10:44 по местному времени в Осаке от печеночной недостаточности скончался барабанщик Мунэтака Хигути. На его место был взят Масаюки Сузуки.
4 июня 2014 года был выпущен новый студийный альбом под названием The Sun Will Rise Again. Он стал 26-м по счету студийным альбомом группы. Rock Hard оценил работу положительно, дав 7,5 баллов из 10.
6 июля 2016 года группа выпустила сво 27-й студийный альбом Samsara Flight.

## Дискография
- The Birthday Eve (1981)
- Devil Soldier (1982)
- The Law Of Devil’s Land (1983)
- Disillusion (1984)
- Thunder in the East (1985)
- Shadows of War (Lightning Strikes) (1986)
- Hurricane Eyes (1987)
- Soldier of Fortune (1989)
- On the Prowl (1991)
- Loudness (1992)
- Heavy Metal Hippies (1994)
- Ghetto Machine (1997)
- Dragon (1998)
- Engine (1999)
- Pandemonium (2001)
- Biosphere (2002)
- Terror (2004)
- Rockshocks (2004)
- Racing (2005)
- Breaking the Taboo (2006)
- Metal Mad (2008)
- The Everlasting (2009)
- King of Pain (2010)
- Eve To Dawn (2011)
- 2-0-1-2 (2012)
- The Sun Will Rise Again (2014)
- Samsara Flight (2016)
- Rise to Glory (2018)

## Каверы от Loudness
Группой была записана кавер-версия композиции Stargazer с альбома Rising 1976 года, известной британо-американской группы Rainbow. Также, существует концертная версия исполнения кавера на композицию «Kill the King». Коллектив принимал участие в записи японского трибьюта барабанщику Кози Пауэллу в 1998 году, под названием Cozy Powell Forever, в котором приняли участие музыканты многих японских групп, а также американский барабанщик Кармайн Аппис и британский бас-гитарист Тони Франклин.
Помимо этого, в 1982 году, коллектив исполнил кавер на песню «Geraldine» группы Boots Walker. Текст песни был переведен с английского на японский Минору Ниихарой. Эта кавер-версия дала название одноименному синглу, выпущенному группой в январе 1983-го. Помимо кавера, туда вошла также композиция In the Mirror с 3-го студийного альбома The Law of Devil’s Land.
В 1994 году, группой был записан кавер на песню House of 1,000 Pleasures группы Ezo, соотечественников Loudness. Кавер-версия вошла на 3-й концертный альбом Once and for All (1994).
Кроме того, на своем сольном альбоме Splash Mountain (2004), Акира исполнил кавер на песню Back in Black известной австралийской хард-рок группы AC/DC; кавер на Sweet Emotion американской рок-группы Aerosmith и We’re All Alone группы Silk Degrees. Год спустя, в 2005-м, на своем следующем сольном альбоме, Акира также исполнил каверы на песню Shinin' On группы Grand Funk Railroad и на песню Pow группы Larry Graham & Graham Central Station. В 2006 году выходит 10-й сольный альбом Nenriki, содержащий каверы на песни I Want to Take You Higher группы Sly & the Family Stone и No One to Depend On группы Santana.

## Кавер-версии песен Loudness
Как правило, каверы исполняются на композиции с наиболее известного альбома группы — Thunder in the East (1985).
Наиболее частой песней в качестве кавера является «Crazy Nights» с упомянутого альбома Thunder in the East.
- Шведской метал-группой Therion кавер на песню «Crazy Nights», которая вошла в 8-й альбом Crowning of Atlantis в 1999 году.
- Шведской метал-группой HammerFall кавер на песню «Crazy Nights», специально для трибьют-альбома Masterpieces 2008 года.
- Канадской метал-группой Hrom кавер на песню «Crazy Nights», вошедшую на первый мини-альбом Through the Universe в 2009 году.
- Американской метал-группой Helmet кавер на песню «Crazy Nights», изданная на компиляции Guilt by Association Vol. 3 в 2011-м.
- Норвежской метал-группой Pagan’s Mind кавер на песню «Crazy Nights», вышедший дважды на разных синглах (оба в 2011 году) — Intermission и Walk Away in Silence.
- Финской метал-группой Children of Bodom кавер на песню «Crazy Nights», вышедшая как бонус-трек для альбома Halo of Blood в 2013 году.
- Метал-группой Metal Witch кавер на песню «Crazy Nights», исполнявшийся только на живых концертах[15].
- Японской метал-группой Show-Ya кавер на «Crazy Nights», который вошел на специальный сборник каверов популярных японских метал-групп Glamorous Show, изданный в октябре 2014-го[16].
- Австралийской метал-группой Paindivision издан кавер на песню «Like Hell» в 2007 году, он вошел в мини-альбом под названием Pain Across Japan 2007.
- Американский шред-гитарист Максвелл Карсли записал кавер-версию песни «Like Hell» в 2015 году. Она вышла синглом 9 июня[17].
- Немецкой пауэр-метал группой Powergod записан кавер песни Heavy Chains для сборника кавер-версий песен метал-групп That’s Metal Lesson II - Long Live the Loud, изданный в 2005 году.
- Греческой метал-группой Dragon’s Lair выпущен кавер на песню Heavy Chains, который попал в мини-альбом Dragonheart (2007).
- Американской метал-группой Onward в 2002 году записана кавер-версия песни Clockwork Toy. Она была выпущена на 2-м студийном альбоме Reawaken.
- Японская рок-певица Мисако Хондзё выпустила кавер на песню After Illusion в 1982 году. Кавер-версия вошла в альбом Messiah’s Blessing.
- Японская хэви-метал группа [[X.Y.Z.>A]] записала кавер-версию песни Crazy Doctor в 2000 году. Кавер вошел в 1-й сингл группы — Miracle.
- Итальянская пауэр-метал группа Rapid Fire исполнила кавер-версию песни Crazy Doctor в 2007 году. Кавер был издан на первом студийном альбоме этой группы — Scream.
- Чилийская хэви-метал группа Bloden-Wedd выпустила кавер-версию песни Crazy Doctor в 2011 году. Она вошла в первый мини-альбом Made of Steel.
- Итальянский гитарист-виртуоз Лука Турилли (Luca Turilli’s Rhapsody) выпустил кавер-версию песни In the Mirror в симфонической аранжировке. Она вошла в альбом Ascending to Infinity (2012) как бонус-трек для японской версии альбома.
- Немецкая пауэр-метал группа Alpha Tiger записала кавер песни S.D.I. в 2012 году. Он вошел как бонус-трек к 2-му альбому группы — Beneath the Surface (альбом), изданному в январе 2013 года.
- Немецкая пауэр-метал группа Powergod выпустила кавер на песню Esper, кавер вошел на 2-й студийный альбом группы под названием Evilution Part II - Back to Attack (2000)[18].
- Японская хэви-метал группа Androgenus записала концертную кавер-версию песни Black Widow. Кавер вошел в видео-альбом Sapporo 1992.9.27 в 1993[19].
- Мексиканская хэви-метал группа Serpientes de Acero в 2012 году записала кавер-версию песни Rock & Roll Crazy Nights и она вошла на специальный трибьют-альбом Tribute to the Gods, посвященный известным метал-группам[20].

## Составы

### Текущий состав
- Минору Ниихара — вокал (1981—1988, 2001-наши дни)
- Акира Такасаки — гитара (1981-наши дни)
- Масаёси Ямасита — бас-гитара (1981—1992, 2001-наши дни)
- Масаюки Судзуки — ударные (2009-наши дни)

### Бывшие участники
- Мунэтака Хигути — ударные (1981—1992, 2001—2008) R.I.P. 30/11/2008
- Майк Вескера — вокал (1988—1991)
- Тайдзи Савада — бас-гитара (1992—1993) R.I.P. 17/07/2011
- Масаки Ямада — вокал (1992—2001)
- Хироцугу Хомма — ударные (1994—2001)
- Наото Сибата — бас-гитара (1995—2001)

### Концертные участники
- Косукэ Осима — клавишные (1991)
- Коидзу Суганума — ударные (2008)
- Синъя Ямада — ударные (2010)